# اسکار لویجی اسکالفارو
اسکار لویجی اسکالفارو (ایتالیایی: Oscar Luigi Scalfaro؛ زاده ۹ سپتامبر ۱۹۱۸ – درگذشته ۲۹ ژانویهٔ ۲۰۱۲) یک سیاست‌مدار اهل ایتالیا بود.
اسکار لویجی اسکالفارو در ۲۹ ژانویه ۲۰۱۲ در سن ۹۳ سالگی درگذشت.